# Années 950
Les années 950 couvrent la période de 950 à 959.

## Événements

Pendant la seconde moitié du Xe siècle, outre les villes côtières byzantines et la principauté lombarde de Salerne, le Sud de l’Italie apparaît divisé en deux blocs principaux, la principauté de Capoue et de Bénévent et la zone d’influence byzantine, le catépanat d'Italie dont le siège est à Bari, et le thème de Calabre, dirigé par le stratège de Reggio.

- Vers 950 : date approximative de la fondation de l'empire Tuʻi Tonga par ʻAhoʻeitu[1].
- 950-1050 : apogée en Inde centrale du royaume des Chandelâ et de sa capitale Khajuraho[2].
- 950-1168 : prédominance de l’État militaire Toltèque, basé à Tula dans le centre du Mexique[3]. Les Toltèques maîtrisent la métallurgie, la sculpture, la distillation et l’astronomie.
- 951 : prise de Tanger par le califat de Cordoue, après celles de Melilla en 927, Ceuta en 931[4]. Le calife omeyyade de Cordoue Abd al-Rahman III exerce une autorité nominale sur le Maghreb occidental et central de Tanger à Alger. Il se heurte aux attaques des Fatimides[5].
- 951-977 : début de l’âge d’or de l’Arménie sous le règne d’Achot III. Sa capitale, Ani, située dans la vallée des fleurs, au bord de la rivière Arpa-Tchai, la ville aux quarante portes aux cent palais et aux mille églises, devient un « boulevard de la civilisation occidentale et chrétienne face à l’Asie ». Ses successeurs ne cessent de fortifier et d’embellir la ville[6],[7].
- 955 : bataille du Lechfeld. Fin des raids hongrois en Europe occidentale[8].
- 955-964 : pontificat de Jean XII, âgé de 18 ans à son avènement, qui marque l'apogée et la fin de la période dite de la  « Pornocratie pontificale »[9].

## Personnages significatifs
- Ali Sayf al-Dawla
- Al-Muizz li-Dîn Allah
- Brunon, archevêque de Cologne, oncle à la fois d’Othon II, de Lothaire et de Hugues Capet; Il influence les affaires de Francie et de Germanie (années 950-960).
- Conrad le Roux
- Drogon de Bretagne
- Dunstan de Cantorbéry
- Edgar d'Angleterre
- Foulque II d'Anjou
- Gilbert de Chalon
- Gontran le Riche
- Jean XII
- Hasdaï ibn Shaprut
- Indulf Ier d'Écosse
- Maïeul de Cluny
- Nicéphore II Phocas
- Óláfr Kvaran
- Olga Prekrasa
- Sanche Ier de León
- Thibaud Ier de Blois